# 德國十字戲
德國十字戲(Mensch ärgere Dich nicht)，為德國人Josef Friedrich Schmidt約1907年或1908年推出的十字戲類遊戲。

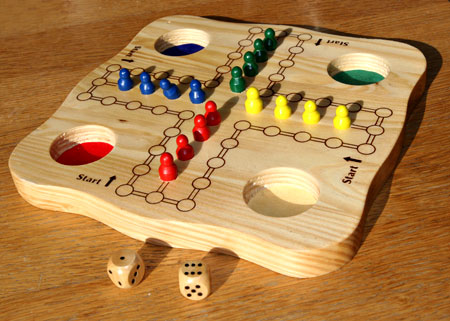
德國十字戲

1907年冬天，Josef Friedrich Schmidt用這套自己改造的游戏成功的平息了自己三个小孩的抱怨。后来就连邻居家小孩也对這遊戲着迷，这让他倍受鼓舞，并在1914年推出商業產品。但第一次世界大戰爆发让他的生意一蹶不振。部分出于同情，部分出于销售战略，他产生了一个绝妙的想法。他生产了3000套德國十字戲，无偿赠送给野战医院里的伤兵。战争结束后，該遊戲迅速热销：因为那些从战场返回的士兵，由于脱离社会、自我封闭，或是处于康复阶段，都需要一种打发时间的办法，到了1920年，此遊戲的销量已经突破100万套。
德國十字戲以7000万套的销量成为德语国家人民最喜爱的游戏之一。

## 外部連結
- 遊戲介紹(已失效)[永久]